# Giselle (filme de 1980)
Giselle é um filme brasileiro de 1980, dirigido e roteirizado por Victor di Mello.
Foi lançado na época de relaxamento na censura, e teve grande destaque nos cinemas brasileiros como "o primeiro filme pornográfico brasileiro". O título buscou correspondência com o do filme pornô chic internacional Emmanuelle, com Sylvia Kristel, também finalmente liberado para exibição comercial no país. Mas no caso brasileiro foi mais um exemplar do gênero pornochanchada.

## Sinopse
O filme conta a história de Giselle (Alba Valéria), filha adolescente do rico fazendeiro Lucchini (Nildo Parente). A jovem possui um comportamento liberal e promíscuo, tendo casos com a madrasta Haydée (Maria Lúcia Dahl) com a amiga Ana Clementina (Monique Lafond), e com Ângelo (Carlo Mossy), capataz da fazenda de seu pai. Posteriormente, com a chegada do filho de Haydée, Serginho (Ricardo Faria), as intocáveis relações familiares passam a dar lugar a um triângulo amoroso entre os três, regado a sexo e busca do prazer físico e psicológico. Ao mesmo tempo, são revelados, aos poucos, os segredos de cada membro da família por trás do aparente teatro social que o clã ostenta.
Apesar de ter sido propagandeado como um mero filme erótico na época, a trama do longa trata de temas mais profundos e controversos como os tabus da homossexualidade, promiscuidade, hedonismo, lesbianismo, pedofilia, estupro,ménage à trois e, sobretudo, o processo de desestruturação familiar. Isso é evidenciado pela primeira e a última cenas do filme, nas quais é possível se ler, sobre a cena de uma nuvem de cogumelo: “Assim como na antiga civilização romana, como em Sodoma e Gomorra, todas as vezes que uma sociedade está em decadência, a principal característica, é a falta de valores morais, a promiscuidade sexual, o desamor, as frustrações e os desencontros. Os dias que hoje estamos vivendo não diferem muito daqueles que antecederam a destruição daquelas sociedades”.

## Elenco
- Alba Valéria .... Giselle (filha de Lucchini)
- Carlo Mossy .... Ângelo (capataz da fazenda)
- Ricardo Faria .... Serginho (filho de Haydée)
- Monique Lafond .... Ana Clementina (médica comunista, filha de Dr. Azevedo)
- Celso Faria .... Estuprador-1 (Sabino)
- Zózimo Bulbul .... Jorge (médico, amigo de Serginho)
- Vinícius Salvatori .... Estuprador-2 (Bobo)
- Luciano Sabino .... Estuprador-3 (mais jovem)
- Yara Jali... Elza (esposa do Dr. Azevedo)
- J. Queiroz... Manuel (dono do bar)
- Mário Ludgero... Dr. Azevedo (Pai de Ana)
- Esmeralda de Lima... Zica (empregada da fazenda)
- Hudson Malta Santos... Jorginho (criança)
- Ana Henriqueta... Dona Zélia (mãe de Jorginho)
- Nildo Parente .... Lucchini
- Maria Lúcia Dahl .... Haydée (segunda esposa de Lucchini)[1]